# La italianita
La italianita es una telenovela venezolana realizada en el año de 1973 por la cadena RCTV. Original de Inés Rodena, fue protagonizada por Marina Baura y Elio Rubens.

## Trama
Rina es una muchacha pobre que vive en una vecindad en compañía de su padre alcohólico, su hermana conflictiva, su hermano delincuente y un hermanito de 8 años que va al colegio. La historia inicia con la hermana de Rina encontrándose una cartera repleta de billetes a las puertas de un teatro. Aparece el dueño de la cartera y Bettina es encerrada en un reformatorio juvenil acusada de ladrona. A Rina le cuesta mucho sacar a su hermanita del reformatorio y en realidad no lo logra, pero la ayuda a escaparse. 
Paralelamente a esto, en una rica mansión en una zona muy lujosa de Caracas vive la ambiciosa Doña Rafaela, quien desea que su cuñado se muera para ella heredarlo todo junto a su hijo Carlos Augusto, pero Don Leopoldo, aunque está muy enfermo, se niega a morirse pues no quiere dejar heredera a su perversa cuñada. Por su parte, Rina tiene que batallar muy duro para sacar a su familia adelante, con tan sólo 18 años, ella tiene todo el peso de su casa sobre sus espaldas. Sus hermanos cada día dan más problemas y su padre cada día está más borracho. Rina sale diariamente a las calles a vender sus billetes de lotería. 
Lejos, muy lejos, en París, vive la atormentada y noble María Julia en compañía de su esposo y un hijo pequeño. María Julia a pesar de su riqueza y joyas caras, a pesar de su vida extremadamente lujosa, no es feliz. Piensa diariamente en los hijos que dejó abandonados en Caracas varios años atrás, mismos hijos que no son otros que Rina y sus hermanos. Un día, en Caracas, Rina llega hasta el jardín del amargado Don Leopoldo y le ofrece venderle un billete de lotería. El viejo desde su silla de ruedas la insulta y la echa de aquella casa a los gritos. Rina no se le queda callada y hace gala de su poca educación insultándo al anciano. Ella se marcha de allí y desde ese momento, una sonrisa aflora a los labios de Don Leopoldo ya que una idea ha empezado a formarse en su cabeza. Por su parte, Carlos Augusto vive hundido en la tristeza y la desolación a causa de la muerte de su novia, se iban a casar cuando ella murió. Cerca de él está la perversa Reina, joven millonaria que sueña con conquistarlo, pero Carlos Augusto no la ama. Siguen pasando los días y Rina sigue visitando a Don Leopoldo nada más que para molestarlo y él con su gran idea ya, le compra todos sus billetes de lotería y empieza a tratarla bien, se hace su amigo para ganarse su confianza. 
Un día, Rafaela y Carlos Augusto salen de la casa y al ver aquella mugrosa en el jardín, la echan sin contemplaciones. Rina se va de allí insultando y llamando amargada a Doña Rafaela. Don Leopoldo sonríe pues comprueba que Rina tiene un carácter salvaje y no se le queda callada a nadie. Al llegar a su humilde cuartico de la vecindad, Rina no puede dejar de pensar en Carlos Augusto. Con el pasar de los días, Rina ha vuelto a la lujosa mansión, pero ya no para ver a su amigo el anciano gruñón, ella ha vuelto a esa casa para ver a Carlos Augusto. Con buena suerte lo ha visto salir un par de veces cuando él va camino a la universidad, pero Carlos Augusto ni repara en aquella mugrosita mal vestida. Ya Rina se siente enamorada de él. En París, María Julia desea regresar a Caracas para acercarse a los hijos que abandonó. Su actual esposo no sabe su secreto, pero al verla tan infeliz, accede al regreso. Mientras tanto, Don Leopoldo le propone a Rina que se casen para dejarla heredera de toda su fortuna y aquella casa. Rina no entiende su plan. Don Leopoldo, que ya sabe del problema de alcoholismo de Carmelo, el padre de Rina, le dice que con ese dinero ella podrá curar a su padre, pagarle estudios a sus hermanos y mudarse a esa lujosa mansión. Rina no entiende bien, pero ella sueña con tener mucho dinero para ayudar a su familia. 
Es así como Rina se casa con Don Leopoldo. Rafaela y su hermana Dionisia ponen el grito en el cielo. Carlos Augusto que sigue atormentado por la muerte de su esposa se muestra indiferente. A los pocos días de la boda, Don Leopoldo muere. Rafaela se siente feliz pues está segura de heredarlo todo, pero a la ambiciosa mujer le espera una sorpresa mayúscula, pues al ser leído el testamento, Rina es nombrada como la única heredera de todos los bienes del anciano. Rafaela cree enloquecer. Hay cláusulas en el testamento que deben ser cumplidas al pie de la letra, como que por ejemplo Rina no puede cambiar su aspecto, deberá ser siempre una mugrosa mal vestida, tiene que vivir en aquella mansión y que solamente se puede casar con Carlos Augusto, pues si se casa con otro hombre pierde toda la herencia. Es entonces cuando la maquiavélica mente de Rafaela idea un plan: casar a su hijo con Rina para robarle toda la fortuna. En un principio, Carlos Augusto se niega al plan, pero termina siendo convencido por su madre. Carlos Augusto empieza a fingirle amor a Rina y ella emocionada y enamorada acepta sus besos. Se casan y Doña Rafaela decide enloquecer a Rina con la ayuda de Reyna, que se siente humillada y odia a Rina con todas sus fuerzas. Se muere Don Carmelo pues ya su cuerpo no toleraba más alcohol. El hermano mayor de Rina va a la cárcel y ella se siente muy angustiada. En su vida aparece María Julia, que es su verdadera madre y empieza a tratarla con cariño y a ofrecerle su amistad. María Julia visita a su hijo en la cárcel. La única que rechaza a aquella "desconocida" es Bettina. 
Rafaela les hace creer a todos que Rina está loca y la encierra en un manicomio. Ya a estas alturas, Rina está embarazada de Carlos Augusto. Rina logra escaparse del manicomio y se va a su vecindad con sus hermanos. Rafaela se siente furiosa y le exige a Carlos Augusto que busque a Rina y la regrese a la casa, pues la necesita cerca para manipularla. Rina, enamorada, vuelve a la mansión. Pasan los meses y Rina da a luz unas gemelitas, pero una de las niñas nace deforme y muere. Con manipulaciones y trampas, Rafaela logra despojar de todo a la pobre Rina. Ya en este momento Carlos Augusto se ha enamorado de la indefensa muchacha, pero en su camino se ha cruzado Norita, una psicóloga que lo está tratando de ayudar a superar sus traumas. Norita se ha enamorado de Carlos Augusto y lo está tratando de conquistar. Rina, por un golpe de suerte, se cruza en el camino de un importante productor y él de la noche a la mañana la convierte en modelo. Por su parte María Julia sigue ayudando a sus hijos. Rina triunfa como modelo y el productor que se ha enamorado de ella le pide matrimonio. Carlos Augusto arde en celos. 
Ya finalmente se descubre que María Julia es la verdadera madre de Rina y sus hermanos y les pide perdón. Todos la aceptan. Doña Rafaela enloquece y es encerrada en el mismo manicomio donde ella encerró meses atrás a Rina. Dionisia se arrepiente y acepta a Rina. Carlos Augusto les dice claramente a Reyna y a Norita que no las querrá nunca y va a pedirle perdón a Rina. Ya juntos, Carlos Augusto, Rina y la hija de ambos son felices para siempre.

## Elenco
- Marina Baura - Rina Galeana de Zubizarreta
- Elio Rubens - Carlos Augusto Zubizarreta Miranda y Castro
- Amalia Pérez Díaz - Doña Rafaela Miranda y Castro Vda. de Zubizarreta
- América Barrios - Dionisia Miranda y Castro
- Wendy Torres - Bettina Galeana
- Edmundo Valdemar - Don Carmelo Galeana
- Marisela Berti - Zarina
- María Antonieta Gómez
- Humberto Tancredi - Javier
- Carlos Olivier - Daniel Galeana
- Alberto Marín - Chicho
- Violeta González - Rosario
- Luis Calderón - Don Leopoldo Zubizarreta
- Helianta Cruz - Norita
- Agustina Martín - María Julia

## Versiones
- Rina, telenovela realizada en 1977 por Televisa, fue producida por Valentín Pimstein y protagonizada por Ofelia Medina y Enrique Álvarez Félix.
- Rubí rebelde, telenovela realizada en 1989 por RCTV, fue una fusión con la radionovela de Inés Rodena, La Gata. Fue producida por Daniel Andrade y protagonizada por Mariela Alcalá y Jaime Araque.
- María Mercedes, telenovela realizada en 1992 por Televisa; fue producida por Valentin Pimstein y protagonizada por Thalía y Arturo Peniche.
- Inocente de ti, telenovela realizada en 2004 por Televisa y Fonovideo; fue producida por Nathalie Lartilleux y protagonizada por Camila Sodi y Valentino Lanús.
- María Esperanza, telenovela realizada en 2007 por SBT y protagonizada por Bárbara Paz y Ricardo Ramoro.
- Telenovela María Mercedes, producida por ABS-CBN en Filipinas, dirigida por Chito S. Roño en 2013, protagonizada por Jessy Mendiola y Jake Cuenca.

- Datos: Q5963918